# Jeu (musique)
Pour les articles homonymes, voir Jeu (homonymie).
 (juillet 2024).
Motif : Quel(s) sujet(s) est/sont admissible(s), i.e. documentés par des sources secondaires centrées ?
En musique, le mot jeu peut signifier plusieurs choses.

## Sens général
Dans son sens musical général, le terme désigne l'exécution d'une œuvre musicale.

## Jeu instrumental
Le jeu est la manière d'exécuter de la musique sur un instrument, la manière d'en jouer. C'est ainsi qu'on pourra parler d'un jeu « virtuose, fluide, élégant, etc. »

## Choix de timbre
Sur certains instruments, tels que l'orgue ou le clavecin, un jeu est un choix de sonorité, un type de timbre, obtenu par l'utilisation d'un mécanisme propre à cet instrument (on peut dire aussi : registre).

## Genre musical
Au Moyen Âge, un jeu désigne un genre musical consistant en une représentation théâtrale, à l'origine sur un sujet religieux, plus tard, sur un sujet profane, agrémenté de passages chantés. Le plus célèbre est sans doute Le Jeu de Robin et Marion, composé par Adam de la Halle.